# João Belo Rodeia
João Belo Rodeia (Leiría, 1961) es un arquitecto, crítico de arquitectura y profesor universitario portugués.

## Biografía
João Belo Rodeia es un arquitecto formado en la Universidad Técnica de Lisboa (1984) y en la Universidad Politécnica de Cataluña (2001). Es profesor en la Universidad de Évora desde 2007 y en la Universidad Autónoma de Lisboa desde 2013, donde trabaja también como investigador en el Centre for Architecture, City and Territory (CEACT). Con anterioridad había impartido clases en la Universidad Lusíada, en su campus en Lisboa.
Ha sido presidente de la Ordem dos Arquitetos en dos periodos (2008-2010 y 2011-2013) del Consejo Internacional de los Arquitectos de Lengua Portuguesa, la Fundación Docomomo Ibérico en Barcelona y el Instituto Portugués del Patrimonio Arquitectónico (2003-2005). Fue igualmente comisario científico de la Trienal de Arquitectura de Lisboa.
Autor de varios libros y exposiciones, dicta conferencias en todo el mundo y escribe asiduamente en la prensa portuguesa. Entre sus publicaciones, destacan el capítulo Architecture and Regulating Power, en el libro Architecture and Power (Casa da Arquitetura & Lars Müller Publishers, 2017); el capítulo 'Precisões' en el libro Theory and Criticism of Architecture, 20th Century (Caleidoscópio, 2010) y el artículo Arquitectura Portuguesa, una nueva generación, en la revista 2G (n.º 20, Gustavo Gili, 2001) o el libro Aires Mateus (2003, con Alberto Campo Baeza). Además es miembro del comité de expertos del Premio Europeo del Espacio Público Urbano.